# Нітінан

35°9′47″ пн. ш. 133°19′22″ сх. д. / 35.16306° пн. ш. 133.32278° сх. д.
Нітінан (яп. 日南町) — містечко в Японії, в повіті Хіно префектури Тотторі.